# Гжегож Крихов'як
Гже́гож Крихов'я́к (пол. Grzegorz Krychowiak, нар. 29 січня 1990, Грифіце) — польський футболіст, півзахисник, колишній гравець збірної Польщі.
Чемпіон Франції. Володар Кубка Франції. Володар Кубка французької ліги. Володар Суперкубка Франції. Володар Кубка Росії. Дворазовий переможець Ліги Європи.

## Клубна кар'єра
Народився 29 січня 1990 року в місті Грифіце. Виступав на юніорському рівні за польські клуби, з 2006 року перебував в молодіжному складі французької команди «Бордо». Виступав за резервістів «Бордо» в 4-му по силі дивізіоні Франції. Так і не пробившись до першої команди, 26 листопада 2009 року Гжегож був відданий в оренду в клуб третього дивізіону «Реймс». За результатами сезону 2009/10 поляк допоміг клубу вийти в Лігу 2, після чого оренда була продовжена ще на один рік. У сезоні 2010/11 він був основним гравцем команди, зігравши 35 матчів чемпіонату і допоміг команді зайняти 10-те місце.
Влітку 2011 року Крихов'як повернувся у «Бордо», за яку дебютував у Лізі 1, втім основним гравцем так і не став, через що 17 листопада 2011 року він був відданий в оренду до кінця в «Нант». Там футболіст знову швидко став основним і зігравши 21 матч вдруге поспіль посів 10 місце у Лізі 2.

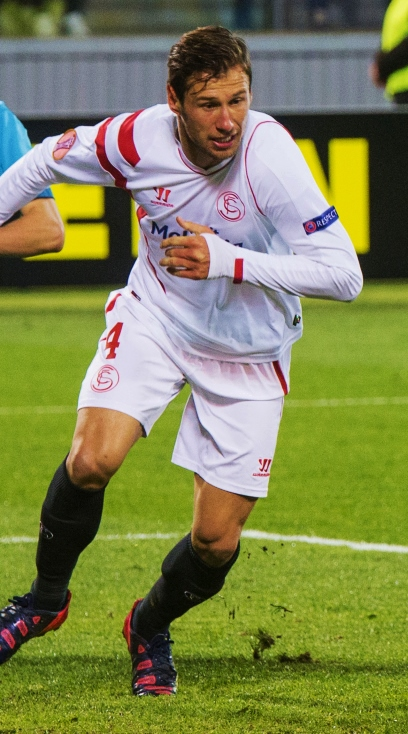
Гжегож Крихов'як під час виступів за «Севілью». 2015 рік.

У червні 2012 року Крихов'як повернувся до «Реймса», з яким підписав трирічний контракт. Клуб напередодні вийшов до Ліги 1 і поляк протягом двох сезонів допомагав команді зберігати прописку в еліті.
23 липня 2014 року підписав 4-річний контракт з «Севільєю», яка заплатила за гравця 4,5 мільйона євро. Дебютував за новий клуб в матчі на Суперкубок УЄФА 2014, відігравши усю гру, але його команда поступилась «Реалу». У сезоні 2014/15 він дійшов з командою до фіналу Ліги Європи, в якому забив один з голів у ворота «Дніпра» (3:2) і допоміг команді здобути трофей, ставши п'ятим польським гравцем, який виграв змагання. Він також став єдиним гравцем «Севільї», названим у символічній збірній сезону Ла-Ліги.
Наступний сезону Гжегож розпочав матчем за Суперкубок УЄФА 2015, під час якого отримав перелом ребра, втім відіграв усі 120 хвилин матчу, але його команда поступилась 4:5 «Барселоні». Втім Крихов'як допоміг команді вдруге поспіль виграти Лігу Європи.
3 липня 2016 року перейшов в «Парі Сен-Жермен» за 34 млн євро і сам він став найдорожчим польським гравцем в історії. Контракт підписаний до 2021 року. У новій команді він возз'єднався з тренером Унаї Емері, з яким разом працювали у «Севільї». Втім Крихов'як не вдалося стати основним гравцем паризької команди. У чемпіонаті за сезон він провів лише 11 матчів, 7 з яких він розпочав у стартовому складі. Він також зіграв по одній зустрічі в кубку країни та кубках ліги. У матчах Ліги чемпіонів він зіграв шість разів, з них 2 рази зі старту. Загалом за сезон 2016/17 він грав у 19 матчах в усіх турнірах, вигравши з командою Кубок Франції та Кубок ліги, а також став віце-чемпіоном Франції.
30 серпня 2017 року було оголошено, що Крихов'як орендований клубом англійської Прем'єр-ліги «Вест Бромвіч Альбіон» на один сезон. За сезон відіграв за клуб з Вест-Бромвіча 27 матчів в національному чемпіонаті, але зайняв з командою останнє 20 місце та вилетів з вищого дивізіону.
24 липня 2018 року перейшов у річну оренду до московського клубу Локомотив. Гравець виступатимете під номером 7.

## Виступи за збірні
Протягом 2008—2012 років залучався до складу молодіжної збірної Польщі. На молодіжному чемпіонаті світу 2007 року Гжегож зіграв 3 матчі, забив 1 гол (на 23-й хвилині матчу відкриття у ворота збірної Бразилії).
14 грудня 2008 року дебютував у складі національної збірної Польщі, вийшовши на заміну в товариському матчі з збірної Сербії. Криховяк грав за збірну на чемпіонаті Європи 2016 року, в основному складі провів усі п'ять матчів своєї команди на турнірі. Через два роки поїхав з командою і на чемпіонат світу 2018 року у Росії.
| Дата       | Місто              | Господарі  | Результат               | Гості             | Турнір                               | Голи | Примітки  |
| ---------- | ------------------ | ---------- | ----------------------- | ----------------- | ------------------------------------ | ---- | --------- |
| 14-12-2008 | Анталья            | Польща     | 1 – 0                   | Сербія            | товариський матч                     | -    | 56'       |
| 09-02-2011 | Фару               | Польща     | 1 – 0                   | Норвегія          | товариський матч                     | -    | 89'       |
| 11-09-2012 | Вроцлав            | Польща     | 2 – 0                   | Молдова           | Відбір до ЧС 2014                    | -    | 75'       |
| 12-10-2012 | Варшава            | Польща     | 1 – 0                   | ПАР               | товариський матч                     | -    | 65'       |
| 17-10-2012 | Варшава            | Польща     | 1 – 1                   | Англія            | Відбір до ЧС 2014                    | -    |           |
| 14-11-2012 | Гданськ            | Польща     | 1 – 3                   | Уругвай           | товариський матч                     | -    | 83'       |
| 06-02-2013 | Дублін             | Ірландія   | 2 – 0                   | Польща            | товариський матч                     | -    |           |
| 22-03-2013 | Варшава            | Польща     | 1 – 3                   | Україна           | Відбір до ЧС 2014                    | -    |           |
| 26-03-2013 | Варшава            | Польща     | 5 – 0                   | Сан-Марино        | Відбір до ЧС 2014                    | -    | 47'       |
| 07-06-2013 | Кишинів            | Молдова    | 1 – 1                   | Польща            | Відбір до ЧС 2014                    | -    |           |
| 14-08-2013 | Гданськ            | Польща     | 3 – 2                   | Данія             | товариський матч                     | -    |           |
| 06-09-2013 | Варшава            | Польща     | 1 – 1                   | Чорногорія        | Відбір до ЧС 2014                    | -    |           |
| 10-09-2013 | Серравалле         | Сан-Марино | 1 – 5                   | Польща            | Відбір до ЧС 2014                    | -    | 79'       |
| 11-10-2013 | Харків             | Україна    | 1 – 0                   | Польща            | Відбір до ЧС 2014                    | -    |           |
| 15-10-2013 | Лондон             | Англія     | 2 – 0                   | Польща            | Відбір до ЧС 2014                    | -    |           |
| 15-11-2013 | Варшава            | Польща     | 0 – 2                   | Словаччина        | товариський матч                     | -    | 87'       |
| 05-03-2014 | Варшава            | Польща     | 0 – 1                   | Шотландія         | товариський матч                     | -    | 88'       |
| 13-05-2014 | Гамбург            | Німеччина  | 0 – 0                   | Польща            | товариський матч                     | -    |           |
| 06-06-2014 | Гданськ            | Польща     | 2 – 1                   | Литва             | товариський матч                     | -    | 71'       |
| 07-09-2014 | Фару               | Гібралтар  | 0 – 7                   | Польща            | Відбір до ЧЄ 2016                    | -    |           |
| 11-10-2014 | Варшава            | Польща     | 2 – 0                   | Німеччина         | Відбір до ЧЄ 2016                    | -    |           |
| 14-10-2014 | Варшава            | Польща     | 2 – 2                   | Шотландія         | Відбір до ЧЄ 2016                    | -    | 60'       |
| 14-11-2014 | Тбілісі            | Грузія     | 0 – 4                   | Польща            | Відбір до ЧЄ 2016                    | 1    |           |
| 18-11-2014 | Вроцлав            | Польща     | 2 – 2                   | Швейцарія         | товариський матч                     | -    | 67'       |
| 13-6-2015  | Варшава            | Польща     | 4 – 0                   | Грузія            | Відбір до ЧЄ 2016                    | -    |           |
| 4-9-2015   | Франкфурт-на-Майні | Німеччина  | 3 – 1                   | Польща            | Відбір до ЧЄ 2016                    | -    |           |
| 7-9-2015   | Варшава            | Польща     | 8 – 1                   | Гібралтар         | Відбір до ЧЄ 2016                    | -    |           |
| 8-10-2015  | Глазго             | Шотландія  | 2 – 2                   | Польща            | Відбір до ЧЄ 2016                    | -    | 83'       |
| 11-10-2015 | Варшава            | Польща     | 2 – 1                   | Ірландія          | Відбір до ЧЄ 2016                    | 1    |           |
| 13-11-2015 | Варшава            | Польща     | 4 – 2                   | Ісландія          | товариський матч                     | -    |           |
| 23-3-2016  | Познань            | Польща     | 1 – 0                   | Сербія            | товариський матч                     | -    | 76'       |
| 26-3-2016  | Вроцлав            | Польща     | 5 – 0                   | Фінляндія         | товариський матч                     | -    | 46'       |
| 6-6-2016   | Краків             | Польща     | 0 – 0                   | Литва             | товариський матч                     | -    | 79' - 85' |
| 12-6-2016  | Ніцца              | Польща     | 1 – 0                   | Північна Ірландія | ЧЄ 2016 - 1-й етап                   | -    |           |
| 16-6-2016  | Сен-Дені           | Німеччина  | 0 – 0                   | Польща            | ЧЄ 2016 - 1-й етап                   | -    |           |
| 21-6-2016  | Марсель            | Україна    | 0 – 1                   | Польща            | ЧЄ 2016 - 1-й етап                   | -    |           |
| 25-6-2016  | Сент-Етьєн         | Швейцарія  | 1 – 1 д.ч. (4 – 5 п.п.) | Польща            | ЧЄ 2016 - 1/8 фіналу                 | -    |           |
| 30-6-2016  | Марсель            | Польща     | 1 – 1 д.ч. (3 – 5 п.п.) | Португалія        | ЧЄ 2016 - чвертьфінал                | -    |           |
| 4-9-2016   | Астана             | Казахстан  | 2 – 2                   | Польща            | Відбір до ЧС 2018                    | -    |           |
| 8-10-2016  | Варшава            | Польща     | 3 – 2                   | Данія             | Відбір до ЧС 2018                    | -    |           |
| 11-10-2016 | Варшава            | Польща     | 2 – 1                   | Вірменія          | Відбір до ЧС 2018                    | -    |           |
| 11-11-2016 | Бухарест           | Румунія    | 0 – 3                   | Польща            | Відбір до ЧС 2018                    | -    |           |
| 14-11-2016 | Вроцлав            | Польща     | 1 – 1                   | Словенія          | товариський матч                     | -    | кап. 46'  |
| 10-6-2017  | Варшава            | Польща     | 3 – 1                   | Румунія           | Відбір до ЧС 2018                    | -    | 44'       |
| 5-10-2017  | Єреван             | Вірменія   | 1 – 6                   | Польща            | Відбір до ЧС 2018                    | -    |           |
| 8-10-2017  | Варшава            | Польща     | 4 – 2                   | Чорногорія        | Відбір до ЧС 2018                    | -    |           |
| 10-11-2017 | Варшава            | Польща     | 0 – 0                   | Уругвай           | товариський матч                     | -    |           |
| 23-3-2018  | Вроцлав            | Польща     | 0 – 1                   | Нігерія           | товариський матч                     | -    |           |
| 8-6-2018   | Познань            | Польща     | 2 – 2                   | Чилі              | товариський матч                     | -    |           |
| 12-6-2018  | Варшава            | Польща     | 4 – 0                   | Литва             | товариський матч                     | -    | 77'       |
| 19-6-2018  | Москва             | Польща     | 1 – 2                   | Сенегал           | ЧС 2018 - 1-й етап                   | 1    | 12'       |
| 24-6-2018  | Казань             | Польща     | 0 – 3                   | Колумбія          | ЧС 2018 - 1-й етап                   | -    |           |
| 28-6-2018  | Волгоград          | Японія     | 0 – 1                   | Польща            | ЧС 2018 - 1-й етап                   | -    |           |
| 7-9-2018   | Болонья            | Італія     | 1 – 1                   | Польща            | Ліга націй УЄФА 2018-2019 - 1-й етап | -    |           |
| 11-9-2018  | Вроцлав            | Польща     | 1 – 1                   | Ірландія          | товариський матч                     | -    | 73'       |
| 11-10-2018 | Хожув              | Польща     | 2 – 3                   | Португалія        | Ліга націй УЄФА 2018-2019 - 1-й етап | -    | 62'       |
| 15-11-2018 | Гданськ            | Польща     | 0 – 1                   | Чехія             | товариський матч                     | -    |           |
| 20-11-2018 | Гімарайнш          | Португалія | 1 – 1                   | Польща            | Ліга націй УЄФА 2018-2019 - 1-й етап | -    |           |
| 21-3-2019  | Відень             | Австрія    | 0 – 1                   | Польща            | Відбір до ЧЄ 2020                    | -    |           |
| 24-3-2019  | Варшава            | Польща     | 2 – 0                   | Латвія            | Відбір до ЧЄ 2020                    | -    |           |
| Усього     |                    | Матчів     | 24                      |                   | Голів                                | 1    |           |

## Титули і досягнення

### Командні
- Переможець Ліги Європи (2):

«Севілья»: 2014-15, 2015-16
- Володар Кубка Франції (1):

«Парі Сен-Жермен»: 2016-17
- Володар Кубка французької ліги (1):

«Парі Сен-Жермен»: 2016-17
- Володар Суперкубка Франції (1):

«Парі Сен-Жермен»: 2016
- Володар Кубка Росії (2):

«Локомотив» (Москва): 2018-19, 2020-21
- Володар Суперкубка Росії (1):

«Локомотив» (Москва): 2019